# James Darnell
Pour les articles homonymes, voir James Darnell (baseball).
James E. Darnell, né le 9 septembre 1930 à Columbus, Mississippi, États-Unis, est un biologiste moléculaire américain spécialiste des mécanismes de signalisations intracellulaires notamment pas les cytokines.

## Biographie
James Darnell est le fils d'une mère diététicienne. À partir de 1951, il fait ses études de médecine à l'université Washington à Saint-Louis où il soutient sa thèse de médecine en 1955. Il fait sa thèse de science en microbiologie auprès d'Harry Eagle au National Institute of Allergy and Infectious Diseases, puis part en post-doc à l'Institut Pasteur à Paris travailler avec François Jacob. Il devient assistant professeur au Massachusetts Institute of Technology, puis au Albert Einstein College of Medicine et professeur à l'université Columbia, et en 1974, il obtient la chaire de biologie cellulaire et moléculaire à l'université Rockefeller où il travaille depuis.
Il est membre de l'Académie nationale des sciences.

## Apports scientifiques
James Darnell a été dès le début des années 1960 un précurseur des travaux sur l'épissage des ARNm qu'il a découvert en travaillant sur l'optimisation de la production et de la purification du poliovirus in vitro,,,. Il participe également à la caractérisation de la fonction des séquences polyadénylées de ces molécules dans le transport nucléo-cytoplasmique et la stabilité du messager,,,,. Son groupe travaille également à la compréhension des fonctions de la coiffe (capping) des ARNm,. Il éclaircit les mécanismes de la transcription, notamment en ce qui concerne l'étape de terminaison, en utilisant le gène de la bêta-globine comme modèle.
Dans les années 1980-1990, son laboratoire identifie une nouvelle voie de signalisation intracellulaire impliquant les cytokines (interféron en particulier) ainsi que les facteurs de croissance (hormone de croissance, epidermal growth factor) : la voie JAK-STAT,,, dont son groupe, et en particulier Ke Shuai, caractérise les composants, et le mécanisme d'action par la phosphorylation des protéines STAT, et leur dimérisation consécutive décrivant ainsi une voie d'action et de régulation essentielle dans la cellule. Ils mettent ensuite en évidence différentes formes de protéines STAT et les rattachent à des cibles de gènes spécifiques,.

## Prix et distinctions
- 1986 : Prix Gairdner
- 2002 : National Medal of Science
- 2002 : Prix spécial Albert-Lasker

## Ouvrage
- (en) Molecular Cell Biology par James E. Darnell, Harvey Lodish, et David Baltimore, éditions Scientific American, 1990,  (ISBN 978-0716719816).